# Mitromorpha zilpha
Mitromorpha zilpha é uma espécie de gastrópode do gênero Mitromorpha, pertencente a família Mitromorphidae.